# Alan Francis Brooke
Sir Alan Francis Brooke (polno izvirno ime Alan Francis Brooke, 1st Viscount Alanbrooke), KG, GCB, OM, GCVO, DSO, britanski maršal, * 23. julij 1883, Bagnères-de-Bigorre, Francija,  † 17. junij 1963, Hartley Wintney, Hampshire, Združeno kraljestvo.

## Vojaška kariera
- 1914–1918 - Francija, prva svetovna vojna
- 1939–1940 - poveljnik korpusa (Belgija)
- 1940–1941 - poveljnik oboroženih sil v Londonu
- 1941–1946 - načelnik Imperialnega generalštaba
- 1942 predsednik komiteja generalštabov